# Luigi Batzella
Luigi Batzella (San Sperate, 1924 - San Sperate, 2008) foi um cineasta, roteirista e ator italiano.

## Vida e carreira
Luigi Batzella nasceu em San Sperate, Sardenha, em 1924. Depois do que o historiador e crítico de cinema Roberto Curti descreveu como "uma carreira indefinida como ator", Batzella começou sua carreira como diretor em 1966, com o filme de guerra Tre franchi die pietà. Depois de dirigir alguns westerns, Batzella dirigiu seu primeiro filme de terror, The Devil's Wedding Night, dirigido por Joe D'Amato não creditado. Após o lançamento de seu próximo filme de terror, Nude for Satan, em 1978, Batzella dirigiu dois filmes eróticos nauticos nazi: Kaput Lager - Gli ultimi giorni delle SS e La Bestia in calore, que ele recebeu como Ivan Kathansky. Seu próximo filme seria a comédia sexual Probito erotico, estrelada por Ajita Wilson, onde ele é creditado como Paul Selvin. Seu crédito oficial final no cinema foi para o filme Strategia per una missione di morte, onde ele é creditado como Kathansky em algumas gravuras e como AM Frank na versão francesa. Curti afirmou que algumas fontes afirmam que Batzella estava envolvida na produção de Bruce Le Mie ju que que. Batzella morreu em San Sperate em 2008 aos 84 anos.

## Filmografia parcial
| Título                                   | Ano  | Creditado como | Creditado como | Creditado como | Creditado como | Creditado como | Notas                      | Ref(s)       |
| Título                                   | Ano  | Diretor        | Roteirista     | Editor         | Ator           | Outro          | Notas                      | Ref(s)       |
| ---------------------------------------- | ---- | -------------- | -------------- | -------------- | -------------- | -------------- | -------------------------- | ------------ |
| Slaughter of the Vampires                | 1962 |                |                |                | Sim            |                | como "Dr. Nietzsche"       | [ 3 ]        |
| Hawk of the Caribbean                    | 1962 |                |                |                | Sim            |                | como "Pirata"              | [ 4 ]        |
| The Saracens                             | 1963 |                |                |                | Sim            |                | como "Mahmud"              | [ 5 ] [ 6 ]  |
| Zorikan the Barbarian                    | 1964 |                |                |                | Sim            |                |                            | [ 7 ]        |
| The Last Gun                             | 1964 |                |                |                | Sim            |                |                            | [ 8 ] [ 9 ]  |
| Django's Cut Price Corpses               | 1971 | Sim            | Sim            |                |                |                |                            | [ 10 ]       |
| God is My Colt                           | 1972 | Sim            | Sim            |                |                |                |                            | [ 11 ]       |
| The Devil's Wedding Night                | 1973 | Sim            | Sim            |                |                |                |                            | [ 12 ]       |
| Nuda per Satana                          | 1974 | Sim            | Sim            | Sim            |                |                |                            | [ 13 ]       |
| The Bloodsucker Leads the Dance          | 1975 |                |                |                | Sim            |                | como "Inspetor de Polícia" | [ 14 ]       |
| Special Squad Shoots on Sight            | 1976 |                |                | Sim            |                |                |                            | [ 15 ]       |
| La Bestia in calore                      | 1977 | Sim            | Sim            | Sim            |                |                |                            | [ 16 ] [ 2 ] |
| Kaput Lager – Gli ultimi giorni delle SS | 1977 | Sim            | Sim            | Sim            |                |                |                            | [ 2 ] [ 17 ] |
| Strategia per una missione di morte      | N/A  | Sim            | Sim            | Sim            |                |                |                            | [ 18 ]       |